# 표훈
표훈(表訓)은 신라 중기의 승려로 의상의 10대 제자 중 한 사람이다. 751년 경덕왕 때 불국사가 건립되자 주지로 들어갔다. 《삼국유사》에서 '표훈은 천궁에 자주 드나들었고 경덕왕이 그에게 태자를 낳게 해 달라고 하자 하늘로 올라가서 천제에게 부탁을 올렸다.'고 하였다. 그리고 천제는 '아들은 낳게 해 주겠으나, 그 아들이 태어나면 나라가 몹시 위태로울 것이다.'라고 하였다. 이어 왕후는 태자(혜공왕)를 낳았으며 경덕왕이 죽자 8세의 나이로 즉위하였다. 그 후 천제의 예언대로 나라가 어지러워 졌으며, 도처에 도적이 들끓었다. 표훈이 죽은 후 신라에는 성인이 나오지 않았다고 한다. 현재 흥륜사 금당에 신라 10대 성인 중의 한 사람으로 안치되었다. 그의 저서로는 《화엄경 문의 요결 문답》이 있다.